# عبد الإله عبد الواحد
عبد الإله عبد الواحد مواليد 1 يوليو 1957، هو لاعب كرة قدم عراقي سابق كان يلعب كلاعب وسط.

## روابط خارجية
- عبد الإله عبد الواحد على موقع أوليمبيديا (الإنجليزية)